# ウデ島
ウデ島（ウデしま）は、日本の島根県隠岐郡知夫村に位置する知夫里島の属島。面積は0.0005平方キロメートルで、標高は19メートル。無人島である。

## 概要

### 地理
知夫里島の北西部に位置する古海港の西北西約0.5キロメートルに位置する。周辺は岩礁が存在し、好漁場として知られる。島内は平坦な地形となっている。

### 歴史
第二次世界大戦期には、島の平坦な地形を生かして畑が拓かれていた。
また、島にはかつて船を繋ぐために用いられたとされる石柱が残っている。